# Ancien édifice administratif du territoire
L'ancien édifice administratif du territoire (anglais : Old Territorial Administration Building) est un ancien édifice parlementaire situé à Dawson City au Yukon (Canada). Cet ancien édifice parlementaire a été construit entre 1899 et 1901 pour servir de centre législatif et administratif du nouveau territoire du Yukon. Il a servi cette fonction jusqu'en 1953, quand la capitale du territoire a déménagé à Whitehorse. Il sert depuis 1962 de pavillon au musée de Dawson City, l'un des plus importants musées d'histoire du territoire.
En 2001, l'édifice a été désigné lieu historique national du Canada par la commission des lieux et monuments historiques du Canada.

## Histoire

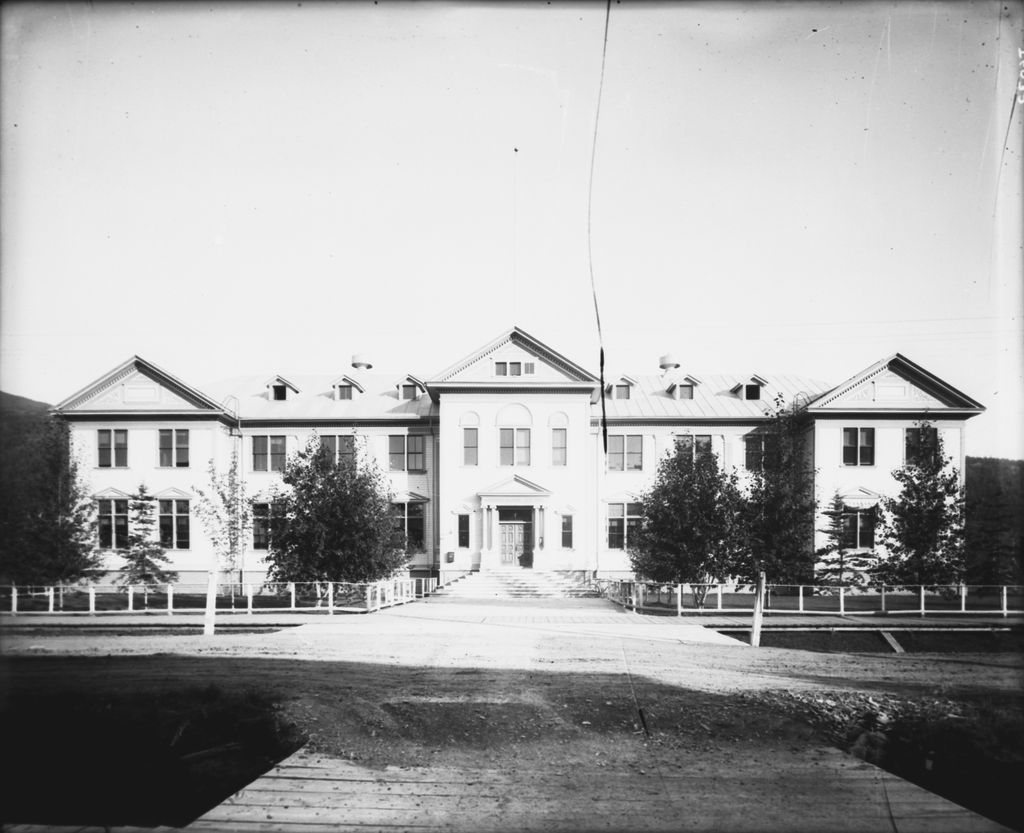
L'ancien édifice administratif vers 1901

L'ancien édifice administratif du territoire a été conçu par l'architecte du ministère des Travaux publics Thomas W. Fuller en 1899. Il a été construit dans le but de servir de centre législatif et administratif du nouveau territoire du Yukon. Il est achevé en 1901, alors que la ruée vers l’or du Klondike commence à essouffler. Alors que la population de Dawson City commence à diminuer, le gouvernement décide de regrouper tous les services administratif du territoire dans ce bâtiment. Il demeure l'un des seuls bâtiments du gouvernement fédéral et territorial jusqu'au déplacement de la capitale à Whitehorse en 1953.
Le musée de Dawson City ouvrent en 1950 dans la caserne de pompiers située sur la rue Front. En 1960, la caserne et une bonne partie de la collection est détruite dans un incendie. Le musée rouvre en 1962 dans une petite partie de l'ancien édifice administratif du territoire. Au début, il n’occupait qu'une petite partie de l'édifice, mais avec le temps la collection a pris de l'ampleur pour prendre la moitié de l'édifice. Le musée abrite la plus grande collection historique du Yukon. Il s'agit aussi des deuxièmes archives du territoire par leur taille.
Le 17 octobre 2001, l'ancien édifice administratif du territoire a été désigné comme lieu historique national du Canada par la commission des lieux et monuments historiques du Canada.

## Architecture
L'ancien édifice administratif du territoire est un bâtiment de style néoclassique de deux étages et demi. Il est le plus grand édifice du territoire jusqu'au déplacement de la capitale en 1953. Il a un toit en croupe en métal. C'est un édifice à façade symétrique avec une entrée à frontons en saillie flanquée de colonnes ioniques doubles.